# Bungo Pasang Salido
Bungo Pasang Salido is een bestuurslaag in het regentschap Zuid-Pesisir van de provincie West-Sumatra, Indonesië. Bungo Pasang Salido telt 3657 inwoners (volkstelling 2010).